# Vlastimil Svatopluk Juren
Vlastimil Svatopluk Juren (8. března 1864 Přibyslav – 16. srpna 1951 Praha) byl farář Českobratrské církve evangelické, který působil v letech 1905–1922 v Hustopečích. Zasloužil se o vznik první české školy v tomto městě. Poté působil v Lounech až do roku 1939, od kdy žil u svých dcer v Praze.

## Život
Narodil se v Přibyslavi jako syn tamního lékaře. Studoval bohosloví v Basileji, ve Vídni a v Bonnu. Po studiu nastoupil v roce 1887 jako vikář ve sboru v Daňkovicích, zde byl v roce 1888 ordinován superintendentem Josefem Totuškem. Poté v letech 1891–1904 působil jako farář ve sboru v Libenicích. Poté se na krátko stal katechetou a učitelem hudby na učitelském ústavu v Čáslavi. V roce 1905 přišel jako farář do Hustopečí. V roce 1908 byl spoluzakladatelem místního odboru Národní jednoty pro jihozápadní Moravu a jedním z hlavních cílů bylo zřízení české menšinové školy. To bylo povoleno okresní i zemskou školní radou v průběhu srpna 1909. Škola se nacházela v pronajaté místnosti v domě obchodníka Fr. Váhaly v Panské ulici čp. 122. Vyučování bylo zahájeno 17. září 1909, školu navštěvovalo 38 žáků z katolických i evangelických českých rodin. Prvním učitelem byl Karel Farský. Událost se stala podnětem k národnostním nepokojům a výtržnostem ve městě, kvůli kterým muselo zasahovat četnictvo. Vlastimil Svatopluk Juren se podílel i na neúspěšných snahách o založení českého gymnázia v roce 1919. V roce 1922 přešel z Hustopečí do sboru v Lounech. Od července 1939 byl v důchodu, bydlel u svých dcer v Praze-Braníku a vypomáhal zde vznikajícímu branickému evangelickému sboru.
Jeho mladší bratr Ladislav Juren (1868–1939) působil také jako evangelický farář, čtyřicet let byl farářem sboru v Nymburce.

## Spisy
Vedle náboženské literatury byl autorem spisku vydaného vlastním nákladem: „Boj o české dítě v Hustopečích“.
- 1908 Víra a nevěra, Brno, Knihovna spolku Žerotín ; sv. 1
- 1909 Kalvínův povahopis : úvaha tato přednesena v schůzi pořádané spolkem "Žerotínem" v ev. ref. chrámu Brněnském dne 5. července v Kalvínově jubilejním roce 1909, Brno : Žerotín, 1909
- 1912 Historie o těžkých protivenstvích evangelické církve francouzské, V Hustopeči u Brna : 1912
- 1913 Gustav Adolf, král švédský : životopisný nástin obhájce evangelické církve
- Kancionál církve reformované.
  - Díl 1., Z kancionálu starobratrského, Lipského (Cithara Sanctorum)a malobratského (Brněnského), V Hustopeči u Brna : Ev.ref.sbor Hustopečský, 1915
  - Díl 2., Obsahující nejhlavnější články víry a pobožnosti křesťanské v písních duchovních od starých Bratří českých a jiných mužů Božích složených, V Hustopeči u Brna : Ev.ref.sbor Hustopečský, 1916